# Asystasia petalidioides
Asystasia petalidioides là một loài thực vật có hoa trong họ Ô rô. Loài này được Deflers mô tả khoa học đầu tiên năm 1896.